# New Plymouth (Idaho)
New Plymouth es una ciudad ubicada en el condado de Payette en el estado estadounidense de Idaho. En el Censo de 2010 tenía una población de 1538 habitantes y una densidad poblacional de 856,89 personas por km².

## Geografía
New Plymouth se encuentra ubicada en las coordenadas 43°58′14″N 116°49′8″O / 43.97056, -116.81889. Según la Oficina del Censo de los Estados Unidos, New Plymouth tiene una superficie total de 1.79 km², de la cual 1.79 km² corresponden a tierra firme y (0%) 0 km² es agua.

## Demografía
Según el censo de 2010, había 1538 personas residiendo en New Plymouth. La densidad de población era de 856,89 hab./km². De los 1538 habitantes, New Plymouth estaba compuesto por el 0.09% blancos, el 0.2% eran afroamericanos, el 0.52% eran amerindios, el 0.33% eran asiáticos, el 0% eran isleños del Pacífico, el 6.76% eran de otras razas y el 2.86% pertenecían a dos o más razas. Del total de la población el 13.26% eran hispanos o latinos de cualquier raza.